# ألفريد لوتكا
ألفريد جيمس لوتكا (بالإنجليزية: Alfred J. Lotka) (من 2 مارس 1880 إلى 5 ديسمبر 1949) كان عالم رياضيات وكيميائي فيزيائي وإحصائي، اشتهر بعمله في الديناميات السكانية وعلم الطاقة. اشتهر لوتكا، عالم الفيزياء الحيوية الأمريكي، باقتراحه لنموذج الفريسة المفترسة، الذي تم تطويره في وقت واحد ولكن بشكل مستقل عن فيتو فولتيرا. لا يزال نموذج لوتكا-فولتيرا أساسًا للعديد من النماذج المستخدمة في تحليل الديناميات السكانية في علم البيئة.